# 國立喜歌劇院
喜歌劇院（法語：Opéra-Comique）是位於法國首都巴黎的一座歌劇院。歌劇院成立於1714年。自2005年1月開始，喜歌劇院由私立劇院轉變為國立劇院。

## 外部連結

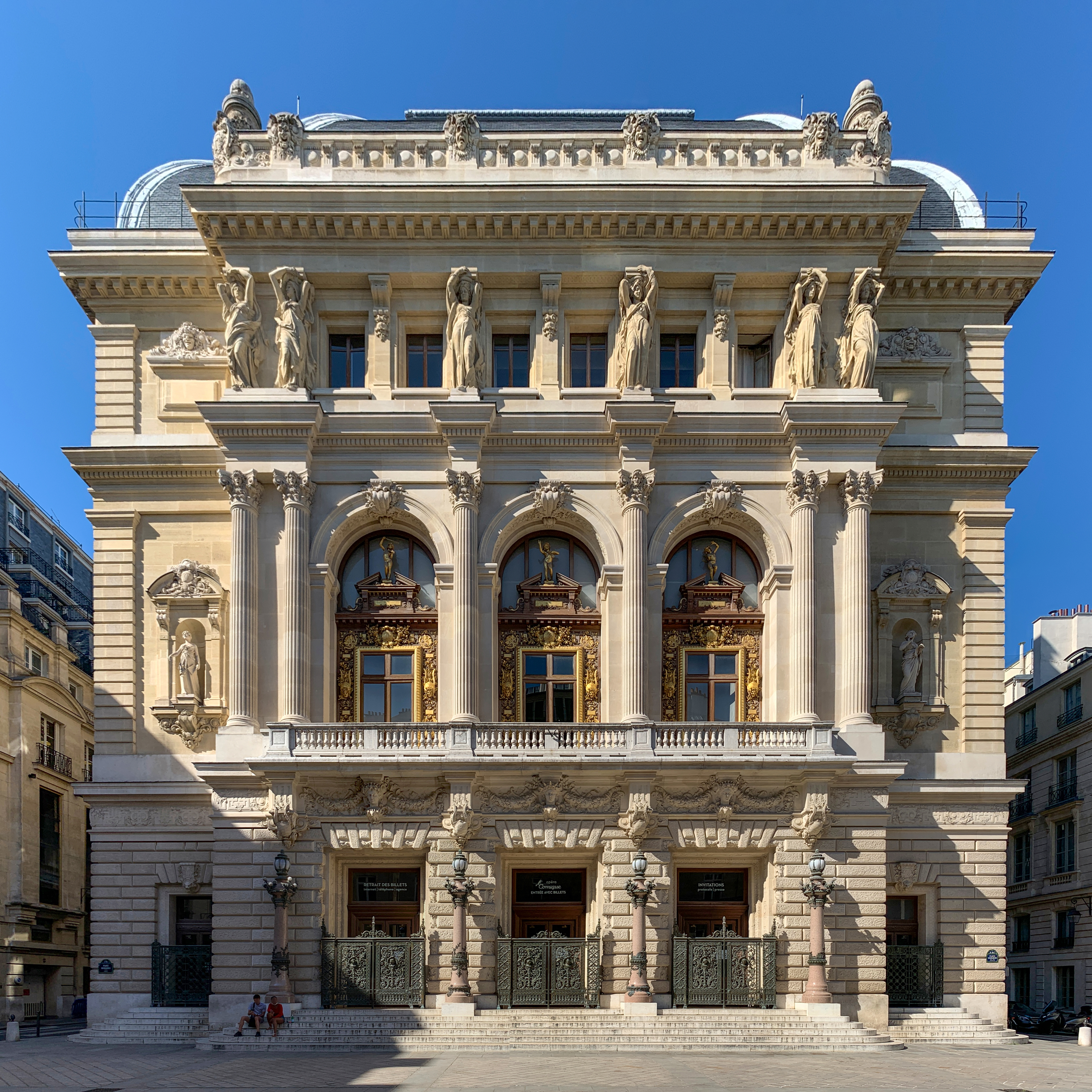

- Opéra-Comique website（页面存档备份，存于）